# 北意大利
北意大利（義大利語：Italia settentrionale），又称上意大利（義大利語：Alta Italia），是意大利的一个地理区域。又可分为东北部和西北部两个部分。它由八個大區組成，分別為西北部的瓦莱达奥斯塔、皮埃蒙特、伦巴第、利古里亚，以及東北部的弗留利-威尼斯朱利亚、威尼托、特伦蒂诺-上阿迪杰、艾米利亚-罗马涅。截至2014年，其人口為27,801,460人。該地區使用雷蒂亚-罗曼语和高盧意大利語，而意大利其他地區則使用意大利-達爾馬提亞語。威尼斯語有時被認為是意大利語-達爾馬提亞語的一部分，但一些主要出版物，例如《民族語》和《Glottolog》將其定義為高盧意大利語。
出於統計目的，義大利國家統計局在其報告中使用“意大利西北部”和“意大利東北部”一詞來表示意大利五個統計區域中的兩個區域。

## 歷史

### 古典時期
北意大利擁有獨特的歷史。在羅馬人到來之前的幾個世紀裡，這里居住著不同的民族，其中包括利古里亞人（古代威尼蒂人），他們通過琥珀貿易和馬匹飼養而繁榮，伊特魯里亞人（至少自鐵器時代早期的維拉諾瓦時期）就在意大利北部得到了定居，他們建立起了如今的博洛尼亞並傳播文字的使用。從公元前5世紀開始，該地區遭到凱爾特-高盧部落的入侵。這些人建立了都靈和米蘭等多個城市，並將統治範圍從阿爾卑斯山延伸到亞得里亞海。自公元前3世紀起，羅馬人在波河流域的擴張使阻斷了凱爾特南下的腳步。經過幾個世紀的持續入侵，公元前194年，北義大利的全境被納入羅馬帝國，以此建立了山內高盧行省（GalliaCisalpina）。在接下來的幾年裡，羅馬文化和語言壓倒了以前的文明，隨著道路的修建以及農業和貿易的發展，意大利北部成為帝國西半部最發達和富裕的地區之一。 
在古典時代晚期，西羅馬帝國的首都從羅馬於286年遷至梅迪奧拉努姆，隨後從402年遷往拉文納，直至476年帝國崩潰，從而加強了北意大利的戰略意義。

### 蠻族南下
西羅馬帝國滅亡後，意大利北部遭受日耳曼蠻族入侵帶來的嚴重破壞。493年，東哥特人成功建立了一個穩定繁榮的王國，先將首都定在拉文納，然後遷往帕維亞，但東羅馬帝國隨後發動的哥特戰爭導致該王國衰落直至滅亡，並對該地區造成了嚴重破壞。公元554年，東羅馬帝國收復意大利全境。570年，日耳曼族的倫巴第人從弗留利入侵意大利北部，擊潰了當地疲憊的羅馬守軍，並建立了一個定都帕維亞的、長期統治的政權。整個意大利北部由此得名「倫巴第地區」，並在整個中世紀成為了它的代稱。經過最初的戰鬥後，倫巴底人和拉丁民族之間的關係有所改善。最終倫巴第語言和文化與拉丁文化同化，但是倫巴第人在許多名稱、法典和法律等方面留下了影響。768年，法蘭克國王查理曼繼位771年12月4日，卡洛曼一世去世，查理將蘇瓦松納入其統治，卡洛曼的遺孀偕同其兒子與部分貴族逃往意大利，投靠倫巴底國王德西德里烏斯。773年，德西德里烏斯入侵教宗國，查理應教宗哈德良一世的請求參戰，並戰勝德西德里烏斯的軍隊；帕維亞於774年6月陷落，倫巴底國王德西德里烏斯被俘。查理取得倫巴底的王位，亦象徵着倫巴底人在意大利的統治的結束及卡洛曼一世剩餘勢力的消亡。查理曼將倫巴第王國併入他的帝國，更名為意大利王國，初步開啟了神聖羅馬帝國跨阿爾卑斯山的統治形態。前倫巴第公爵大多被法蘭克人的伯爵、親王主教或侯爵取代。

### 神羅統治
10世紀，北意大利雖然在形式上處於神聖羅馬帝國的統治之下，並被納入意大利王國，其中帕維亞一直是意大利王國的首都，直到1024年，但從11世紀最後幾十年開始，意大利逐漸被分為許多小型自治城邦、公社和海上共和國。十一世紀標誌著意大利北部經濟的繁榮和昌盛，由於貿易的改善和農業創新，文化也蓬勃發展，許多大學成立，其中包括歐洲乃至世界最古老的大學博洛尼亞大學。
城邦的日益富裕使它們能夠反抗以德意志皇帝及其當地封臣為代表的傳統封建最高權力。這一過程導致了由倫巴第同盟城市組成的倫巴第聯盟的創建，這些聯盟在萊尼亞諾擊敗了霍亨斯陶芬皇帝腓特烈一世，在帕爾馬擊敗了他的孫子腓特烈二世，此後幾乎獨立於德意志皇帝。
聯盟未能從一個聯盟發展成為一個持久的聯盟，隨後各個地方城邦之間出現了一個鞏固的過程；他們中的大多數人成為由維羅納的德拉斯卡拉或米蘭的維斯康蒂等強大家族統治的領主，並征服了鄰近的城市，威脅將意大利北部統一到一個國家之下。

### 文藝復興
北義大利最終在1454年達成了權力平衡，根據洛迪和約，意大利北部最終被少數地區國家瓜分，其中最強大的是薩伏依公國、米蘭、曼圖亞、費拉拉和熱那亞共和國。威尼斯共和國從14世紀起就開始在大陸擴大影響力。
15世紀，意大利北部成為文藝復興的中心，無數科學、藝術大家在此風雲際會，其時產生文化和藝術作品備受推崇。獨立城市的進取階層將其貿易和銀行活動擴展到了北歐，而“倫巴第人”（這個詞指的是來自意大利北部的商人或銀行家）遍布整個歐洲。1494年至1559年間的意大利戰爭結束了意大利的統治，使該地區發生了數場法國與西班牙和奧地利哈布斯堡王朝之間的戰爭。決定性的帕維亞戰役後，當今倫巴第的大部分地區直接或間接處於西班牙的控制之下。與此同時，奧斯曼帝國對地中海東部的控制以及繞過非洲和美洲通往亞洲的海上航線的發現導致了威尼斯共和國的衰落。而熱那亞共和國則成功成為西班牙帝國的主要銀行基地。
1628/1630年的瘟疫以及17世紀和18世紀意大利經濟普遍衰退的狀況阻礙了意大利北部的進一步發展。這一時期唯一蓬勃發展的政體是薩伏依公國，由於1720年的軍事和外交勝利，它成功獲得了撒丁島，公爵們通過該島獲得了作為一個正式王國的合法性，並提高了都靈作為一個國家的重要性。

### 近代歷史
18世紀末法國大革命後，意大利北部被法國軍隊征服，拿破崙創建了許多附庸共和國，並於1805年建立了一個新的意大利王國，由意大利北部所有地區組成，但皮埃蒙特併入法國本土。新的義大利王國以米蘭為首都，拿破崙為國家元首。在維也納會議上，撒丁王國得以恢復，並通過吞併熱那亞共和國以進一步擴大其領土，以加強其對法國的屏障。意大利北部的其他地區處於奧地利帝國的統治之下，要么像倫巴第-威尼斯王國那樣直接統治，要么像帕爾馬公國和摩德納公國那樣間接統治。博洛尼亞和羅馬涅被割讓給教皇國。
奧地利帝國政府因其反自由主義政治而不得人心，意大利北部成為引領意大利統一進程的思想中心。尤其是在皮埃蒙特和撒丁王國，他們是1859年至1861年啟動意大利統一的國家。1859年擊敗奧地利人併吞並意大利北部後，新國家開始發起征服意大利南部和中部的戰役，都靈短暫地成為整個意大利的首都。
意大利統一後，首都從都靈遷往羅馬，意大利北部的行政和機構重要性大大降低。然而從19世紀末開始，特別是隨著20世紀50-60年代的經濟繁榮，意大利北部，特別是都靈、熱那亞和米蘭等城市成為意大利工業化最重要的地區，並進一步鞏固了其意大利最富裕、最工業化部分的地位。
1943年至1945年第二次世界大戰期間，意大利北部是法西斯意大利社會共和國的一部分，也是反法西斯游擊隊活動的主戰場。1945年4月19日至25日期間，意大利北部城市開始反抗法西斯和納粹勢力的起義，幫助盟軍解放了意大利北部。意大利北部與該國其他地區之間的經濟差異，以及意大利作為單一國家的短暫歷史，導致了20世紀90年代帕達尼亞民族主義的出現，他們要求義大利北部獲得更大的自治權。

## 經濟

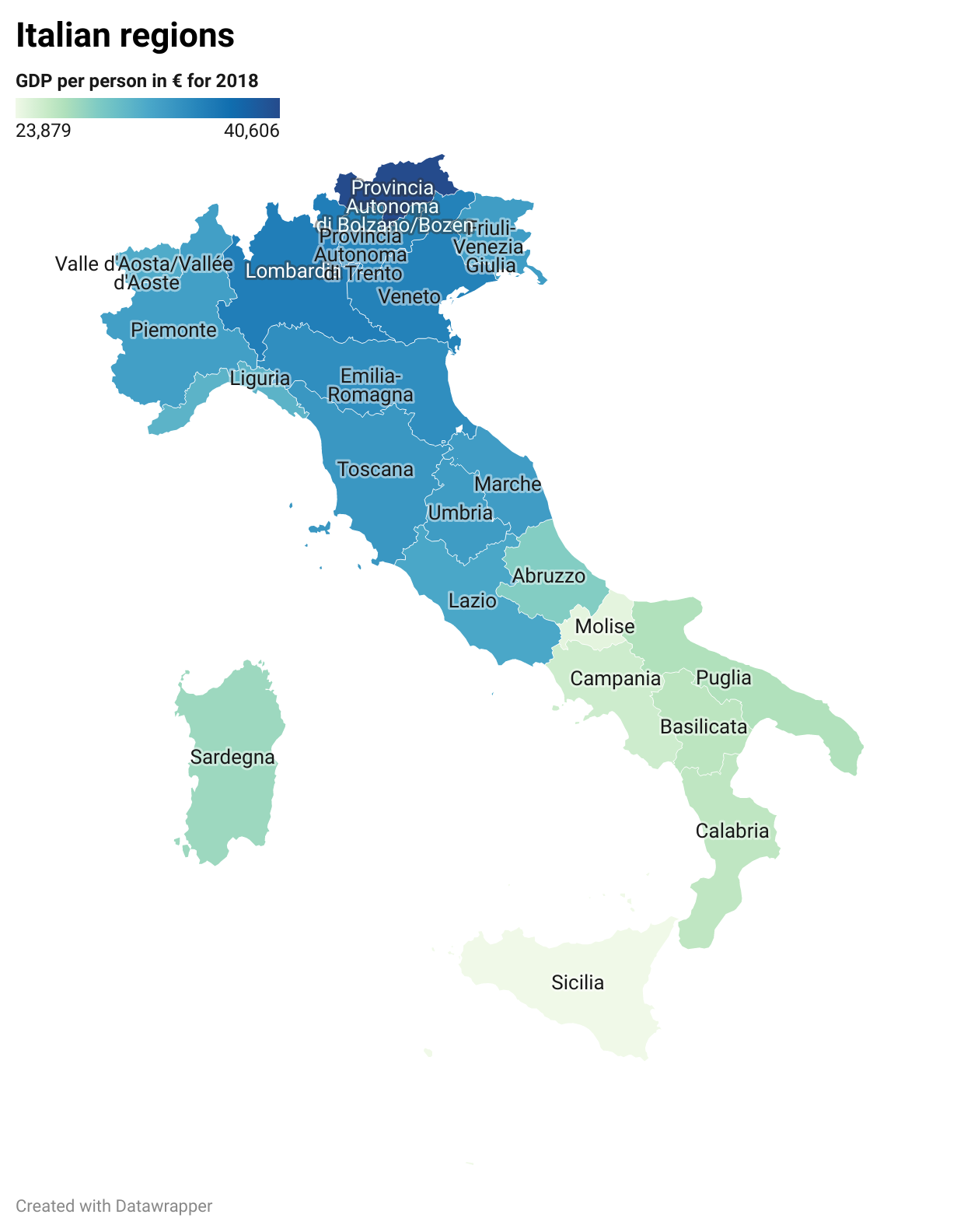
義大利人均GDP的南北分野

意大利北部是該國最發達和生產力最高的地區，也是歐洲人均國內生產總值最高的地區之一，義大利GDP最高的五個大區，有四個都在北義大利。它是19世紀下半葉意大利最先實現工業化的地區，北義大利的人口和經濟都集中在所謂的工業三角區，即是由製造中心米蘭和都靈以及海港熱那亞組成的都會區。20世紀末，該地區的產業重心東移，目前的工業三角區由倫巴第、威尼托和艾米利亞-羅馬涅組成。人均國內生產總值也發生了類似的變化，東部地區（包括倫巴第）從此變得比皮埃蒙特和利古里亞更富裕。2021年名義GDP估計為1萬億歐元，儘管意大利北部人口僅佔意大利的46%，但其經濟卻佔意大利經濟的56%。

## 城市

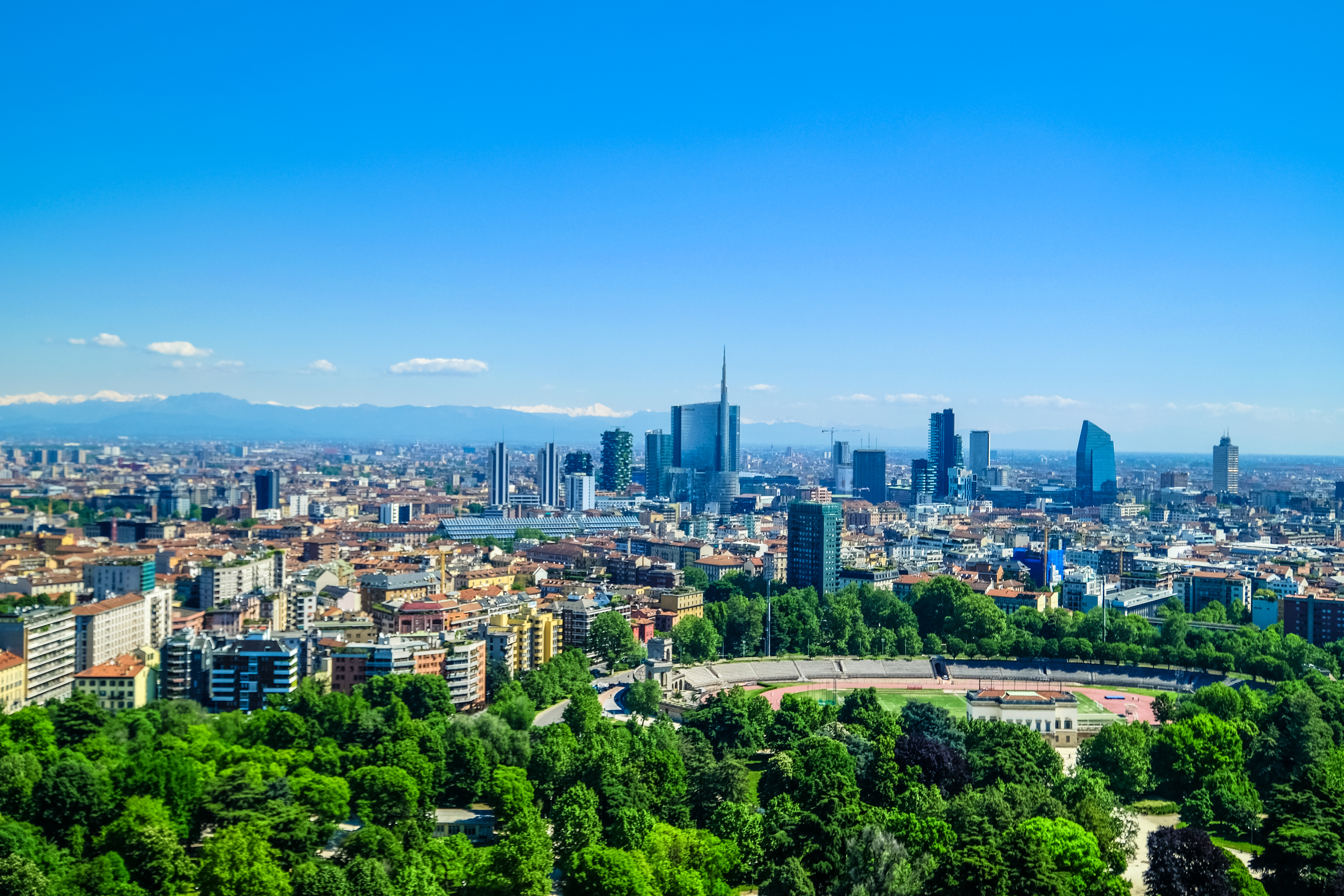
米蘭

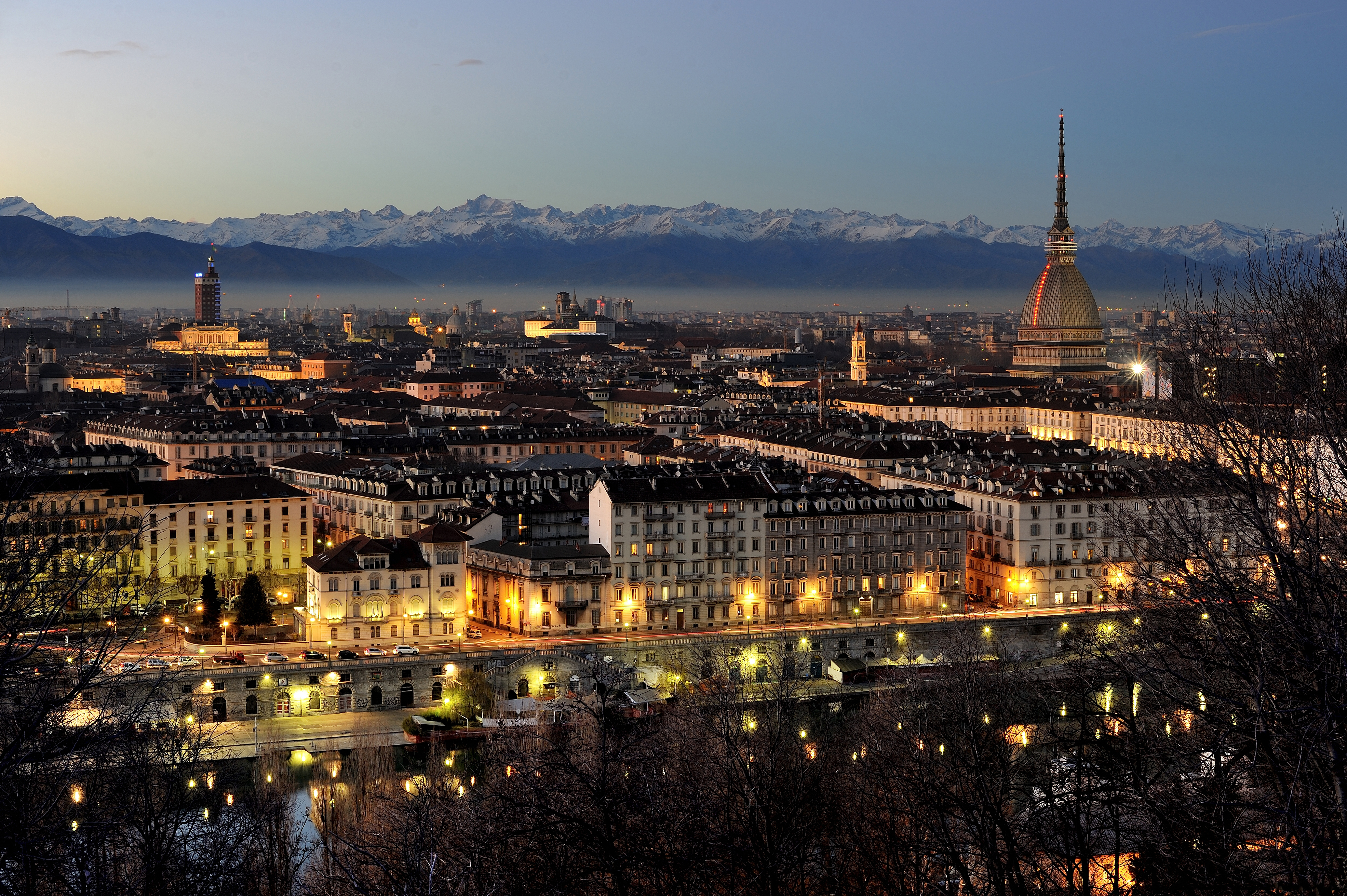
都靈

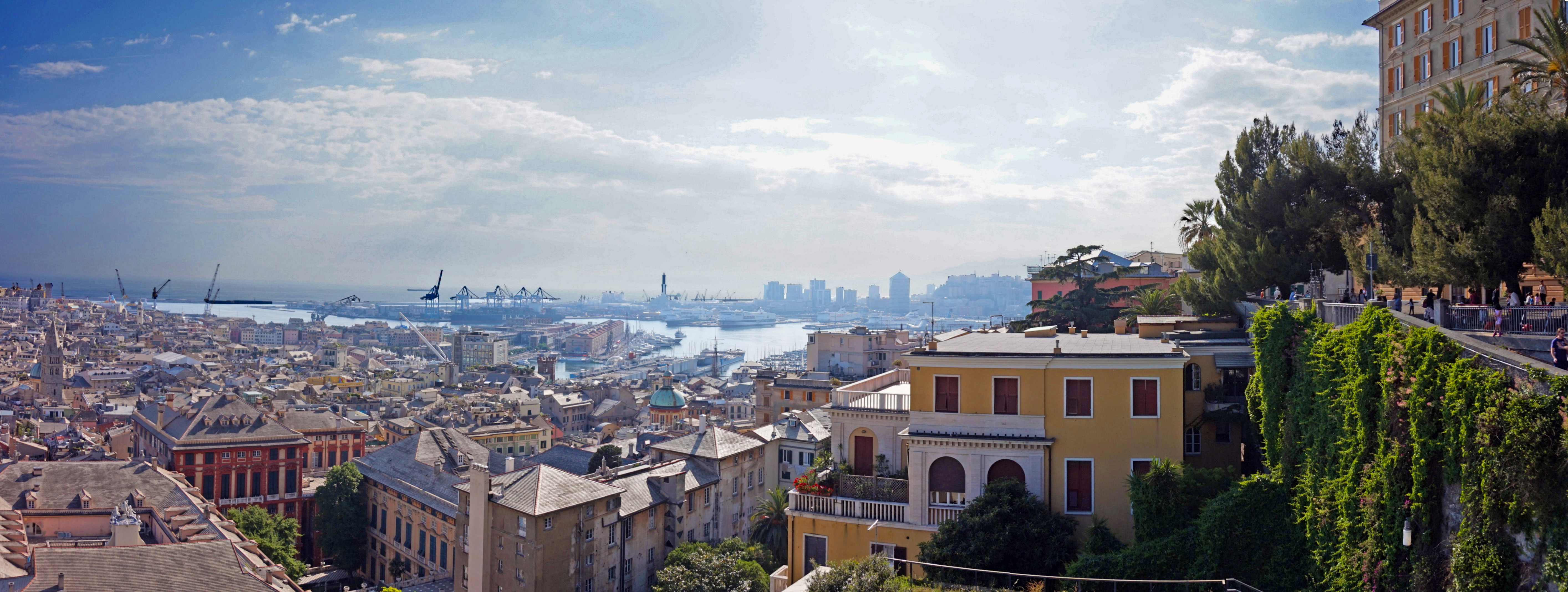
熱那亞

2021年7月31日 的北義大利最大城市（人口大於10萬者）：
| 排名 | 城市         | 人口      | 大區                  |
| ---- | ------------ | --------- | --------------------- |
| 1    | 米蘭         | 1,395,484 |                       |
| 2    | 都靈         | 843,235   | 皮埃蒙特大区          |
| 3    | 熱那亞       | 554,277   | 利古里亚大区          |
| 4    | 博洛尼亞     | 394,374   |                       |
| 5    | 維羅納       | 257,490   | 威尼托大区            |
| 6    | 威尼斯       | 254,505   | 威尼托大区            |
| 7    | 帕多瓦       | 207,485   | 威尼托大区            |
| 8    | 的里雅斯特   | 199,744   | 佛里烏利-威尼斯朱利亞 |
| 9    | 布雷西亞     | 196,941   |                       |
| 10   | 帕爾馬       | 196,007   |                       |
| 11   | 摩德納       | 187,595   |                       |
| 12   | 雷焦艾米利亞 | 169,010   |                       |
| 13   | 拉文納       | 157,074   |                       |
| 14   | 里米尼       | 148,320   |                       |
| 15   | 費拉拉       | 131,834   |                       |
| 16   | 蒙扎         | 123,409   |                       |
| 17   | 特倫托       | 120,336   |                       |
| 18   | 貝加莫       | 119,663   |                       |
| 19   | 弗利         | 117,102   |                       |
| 20   | 維琴察       | 109,239   | 威尼托大区            |
| 21   | 博爾扎諾     | 108,010   |                       |
| 22   | 皮亞琴察     | 103,294   |                       |
| 23   | 諾瓦拉       | 101,792   | 皮埃蒙特大区          |